# Toshio Mashima
Toshio Mashima (jap. 真島 俊夫, Mashima Toshio; * 21. Februar 1949 in Tsuruoka, Präfektur Yamagata, auf der Hauptinsel Honshū, Japan; † 21. April 2016) war ein japanischer Komponist und Arrangeur.

## Biographie
Zunächst studierte er Ingenieurwissenschaften. Dieses Studium unterbrach er, um Musik zu studieren. Er absolvierte sein Studium an der Kanagawa-Universität und belegte dort den Yamaha Band Director course through major on technology. Ferner studierte er dort Komposition und Arrangement bei Bin Kaneda und Jazz-Theorie bei Makoto Uchibori. Er graduierte 1971 und spielte nach dem Studium Posaune in Jazz- und Pop-Bands. Danach arbeitete er als Assistent von Naohiro Iwai und setzte sich doch verstärkt mit den Kompositionen für Blasorchester auseinander.
Seine eigenen Werke, insbesondere für Blasorchester, werden über Verlage in Europa und den Vereinigten Staaten von Amerika vertrieben und somit auf der ganzen Erde von Orchestern aufgeführt. In letzter Zeit komponiert er auch für Fernsehserien und -filme. Aktuell ist er als instructor des Sobi Institute of Education sowie als special instructor der Yamaha Music School tätig.
Er gewann den 7th Academy Award in der Sektion Komposition der Academic Society of Japan for Winds Percussion and Bands.

## Werke

### Werke für Blasorchester
- 1992 A Prelude to Applause
- 1997 Mirage à Paris
  1. St. Germain des Pres
  2. La Fontaine de Medicis (Jardin du Luxembourg)
  3. Montmartre Place du Tertre-Sacre Coeur
- 1997 Yacobs Ladder To a Crescent
- 1998 Yosakoi
- 1999 The Glowing Sun Appeared on the Horizon
- 2000 Les Gens du Nord
- 2000 Iroha
  1. Theme Largo
  2. 1st Variation Allegro
  3. 2nd Variation Adagio
  4. 3rd Variation and Finale Presto
- 2000–2001 Les trois notes du Japon
  1. La danse des grues (Tanz der Kraniche)
  2. La rivière enneigée (Der Fluß im Schnee)
  3. La fête du feu (Feuerfest)
- 2001 Quiet Sunset
- 2003 Mirage III
  1. Tune Up
  2. Something Blue
  3. After Hour
- 2003 Naval Bleu
- 2004 Deux Belles Ailes
- A Rainbow over Misty Mountain
- A Season in the Bloom of Cherry Blossoms
- A Tribute to the Count Basie Orchestra
  1. Jumpin' at the Woodside
  2. April in Paris (1932)
  3. Lil' Darlin (195?)
- Anohi-kiita-uta Folk Medley
- At The Mambo Inn
- Bay Breeze
- Carpenters Forever
- Dream in the Silent Night
- Five Okinawa Songs for Band
- Gelato con Caffee Samba
- March Spirit for Wind Orchestra
- Sousa's Holiday-The Thunderer - Samba
- Sousa's Holiday-The Stars and Stripes Forever - Jazz
- Sweet Breeze in May Concert-March
- Takarajima
- Twilight in Central Park Ballad
- View with a Glimpes of Waves
- Welcome Rock Melody

### Kammermusik
- 1995 Urban Suite
  1. Twilight
  2. Station　
  3. Day Dream　
  4. City Light
- 2000 Spinning Spiral for four Trombones
  1. Allegro
  2. Adagio
  3. Allegro maestoso
- 2004 Conversation IV for two Snare Drums, four Tom-toms, Bass Drum, four Timpanis, Cymbals, Suspended Cymbal, Tam-tam, Castanets, two Wood Blocks, five Temple Blocks, Bongo, Triangle, Wind Chimes, Cabasa, Crotales(Opt.), Glockenspiel, Xylophone, Vibraphone, Marimba, Chimes
- 2004 La Seine for Clarinet-Choir
  1. Pont Neuf
  2. Pont Mirabeau
  3. Pont Alexandre III
- A Spring Morning for Euphonium
- Rhapsody for Euphonium
- Cafe St Germain for Saxophone-Quartet

### Werke für Big Band/Jazz-Ensemble
- Cat Race
- Morning Mist
- Pacific Coast Highway
- Samba nautica